# Polynema umbrosum
Polynema umbrosum är en stekelart som beskrevs av Soyka 1956. Polynema umbrosum ingår i släktet Polynema och familjen dvärgsteklar. Inga underarter finns listade i Catalogue of Life.